# Exostoma
Exostoma is een geslacht van straalvinnige vissen uit de familie van de zuigmeervallen (Sisoridae).

## Soorten
- Exostoma barakensis Vishwanath & Joyshree, 2007
- Exostoma berdmorei Blyth, 1860
- Exostoma labiatum (McClelland, 1842)
- Exostoma stuarti (Hora, 1923)
- Exostoma vinciguerrae Regan, 1905